# Talanta
Talanta — це науковий журнал, який видає Elsevier. Перший номер вийшов у липні 1958 року. Зараз журнал виходить п'ятнадцять разів на рік. Публікуються статті з усіх галузей аналітичної хімії.
Імпакт-фактор у 2019 році склав 5,339.  Згідно зі статистичними даними ISI Web of Knowledge, у 2014 році журнал посів одинадцяте місце серед 74 журналів у категорії Аналітична хімія.
Головний редактор Жан-Мішель Кауфманн (Вільний університет Брюсселя), Бельгія.  